# Desiderio Hernández Xochitiotzin
Desiderio Hernández Xochitiotzin (* 11. Februar 1922 in San Bernardino Contla, Bundesstaat Tlaxcala; †  14. September 2007 in Tlaxcala-Stadt) war ein mexikanischer Künstler.

## Biografie

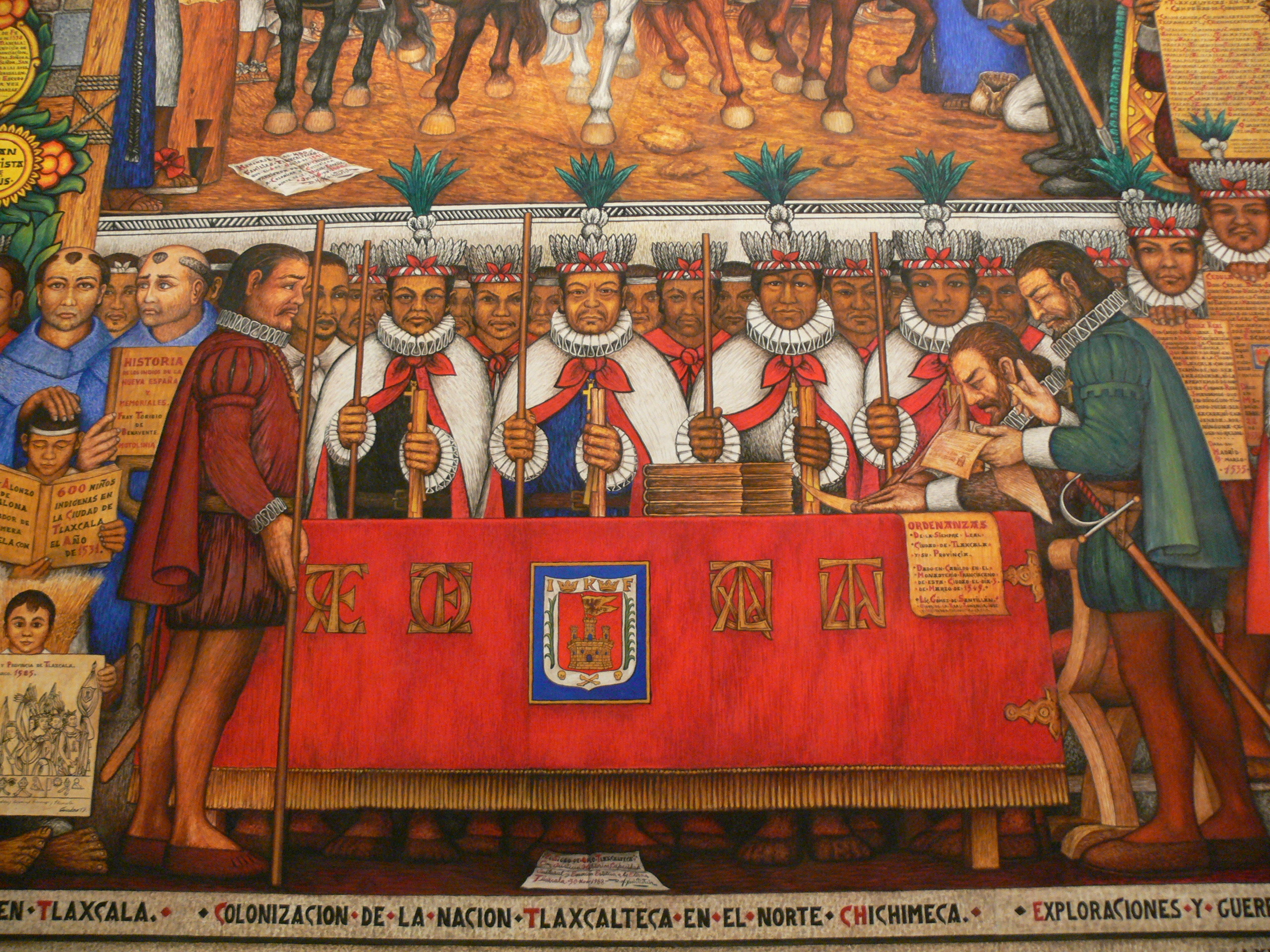
Desiderio Hernández Xochitiotzin – Wandbild im Palacio del Gobierno von Tlaxcala

Hernández studierte an der Akademie für Schöne Künste von Puebla und stellte im Jahr 1947 erstmals öffentlich aus. Bis er sich im Februar 1957 in der Stadt Tlaxcala niederließ und mit dem Malen von Murales begann, durchreiste er Mexiko und Europa. In seiner Kunst setzte er sich überwiegend mit der Kultur, der Landschaft und der Geschichte von Tlaxcala auseinander.
Nach seinem Tod wurde er postum für seine Verdienste als Embajador de la Cultura Tlaxcaltec („Botschafter der tlaxcaltekischen Kultur“) ausgezeichnet und sein Name auf der Ehrentafel des Kongressgebäudes des Bundesstaates verewigt. Zudem erfolgte die Ehrenerwähnung des Instituto Tlaxcalteca de la Cultura (ITC).
Nach der Trauerfeier in der Catedral de Nuestra Señora de La Asunción fand am Tag darauf die Urnenbestattung seines Leichnams statt.
Hernández war Gründungsmitglied des Salón de la Plástica Mexicana. Er war verheiratet mit Lilia Ortega Lira. Aus der Ehe gingen zehn Kinder hervor, darunter auch der Künstler Cuahutlatohuac H. Xochitiotzin Ortega.